# 381 Myrrha
A 381 Myrrha (ideiglenes jelöléssel 1894 AS) egy kisbolygó a Naprendszerben. Auguste Charlois fedezte fel 1894. január 10-én.